# Ernest Blenkinsop
Ernest Blenkinsop (Cudworth, 20 aprile 1902 – 24 aprile 1969) è stato un calciatore inglese, di ruolo terzino sinistro.

## Carriera

### Club
Vinse il campionato inglese con lo Sheffield Wednesday nel 1929 e nel 1930.

### Nazionale
Ha giocato 26 partite con la Nazionale inglese.

## Palmarès

### Club

#### Competizioni nazionali
- Campionato inglese: 2

Sheffield Wednesday: 1928-1929, 1929-1930